# Тилідин
Тилідин (англ. Tilidine) — синтетичний опіоїдний анальгетик, який найчастіше продається під торговою маркою «Валорон», та використовується переважно в Бельгії, Болгарії, Німеччині, Албанії, Люксембурзі, ПАР та Швейцарії для лікування помірного та сильного болю, як гострого, так і хронічного. Початок зменшення болю після перорального прийому становить приблизно 10-15 хвилин, а максимальне полегшення болю відбувається приблизно через 25-50 хвилин після прийому препарату.

## Медичне використання
Тилідин застосовують у формі гідрохлориду або фосфату. У Німеччині тилідин випускається також у фіксованій комбінації з налоксоном для перорального застосування («Valoron N» і дженерики). Існує думка, що суміш налоксону та тилідину знижує ризик зловживання опіоїдами. Це відбувається тому, що якщо хворі приймають ліки перорально (як і призначено), опіоїдний блокатор налоксон, має мінімальний вплив на них, але якщо препарат вводять ін'єкційно, налоксон стає біодоступним і, розпочинає протидіяти ефектам тилідину, що спричинює ефект його відміни. Окрім використання як анальгетику, тилідин також широко використовується в Німеччині для лікування синдрому неспокійних ніг. Реверсивний складний етер тилідину також може застосовуватися як лікарський препарат, і також є проліками.
У більшості країн тилідин є контрольованою речовиною, зокрема входить до відповідних списків Німеччини, Австрії, а також США, де відповідно до закону про контрольовані речовини входить під назвою ACSCN 9750 як наркотик до списку I, із річною сукупною квотою на виробництво 10 грамів у 2014 році, та використовується як гідрохлорид (коефіцієнт перетворення вільної основи 0,882) і хлористоводневий гемігідрат (0,858).

## Побічні ефекти
Найбільш поширеними побічними ефектами тилідину є короткочасні нудота та блювання, запаморочення, сонливість, підвищена втомлюваність, головний біль і нервозність; рідше — галюцинації, сплутаність свідомості, ейфорія, тремор, гіперрефлексія, міоклонус і підвищене потовиділення. Нечасто може спостерігатися сонливість; рідко спостерігаються діарея та біль у животі.

## Фізико-хімічні властивості
Тилідин найчастіше використовується у вигляді гемігідрату гідрохлориду; у цій формі він добре розчиняється у воді, етанолі та дихлорметані, та виглядає як білий або майже білий кристалічний порошок. Зберігання тилідину обмежене його чутливістю до розкладання під дією світла та кисню, тому його необхідно зберігати в бурштинових пляшках і при температурах нижче 30 °C відповідно.

## Фармакологічні властивості
Тилідин вважається опіоїдом середньої сили, ефект перорального прийому препарату складає приблизно 0,2, тобто доза 100 мг перорального тилідину еквівалентна за анальгезуючою дією приблизно 20 мг морфіну сульфату перорально. Тилідин застосовується перорально, ректально (у вигляді супозиторіїв) або ін'єкційно (підшкірно, внутрішньом'язово або повільно внутрішньовенно). Тилідин сам по собі є слабким опіоїдом, але він швидко метаболізується в печінці та кишечнику до його активного метаболіту нортилідину, а потім до біснортилідину. Його (1S, 2R)-ізомер (декстилідин) відповідає за анальгетичну активність тилідину. Нортилідин зв'язується з опіатними рецепторами в центральній і периферичній нервовій системах, і пригнічує сприйняття та передачу болю. Для забезпечення протидії потенційному зловживанню тилідин використовується в поєднанні з антагоністом опіоїдних рецепторів налоксоном. Співвідношення змішування з налоксоном підбирають таким чином, щоб не послаблювався знеболюючий ефект тилідину. Ефективність цієї комбінації була поставлена під сумнів, і пацієнти часто повідомляють про відсутність зменшення периферичних ефектів.

### Фармакокінетика
Тилідин швидко всмоктується після перорального прийому, та має виражений ефект першого проходження через печінку. Перетворення тилідину в більш активний метаболіт нортилідин відбувається за участю CYP3A4 і CYP2C19, тобто пригнічення цих ферментів може змінити профіль ефективності та переносимості тилідину. Знеболювальний ефект препарату настає через 10-15 хвилин після прийому. Після перорального прийому 100 мг тилідину плюс 8 мг налоксону максимальний ефект досягається приблизно через 25–50 хвилин. Тривалість дії препарату становить 4-6 годин. Період напіввиведення нортилідину становить 3–5 годин. Тилідин практично повністю метаболізується, і виводиться нирками на 90 %, решта виводиться з фекаліями.
Залежно від ступеня порушення максимальна концентрація нортилідину в плазмі нижча при порушенні функції печінки, ніж у здорових осіб, а період напіввиведення подовжується. При тяжкій печінковій недостатності ефект препарату сумнівний. У цьому випадку можливо, що утворення активного нортилідину може бути настільки незначним, що анальгетичний ефект буде недостатнім. Крім того, у комбінованих препаратах з налоксоном його інактивація може бути недостатньою. Антагонізація ефекту нортилідину, яка з'являється після цього, може призвести до подальшої втрати активності препарату.

## Синтез

Синтез у Thieme: Патенти:

Конденсація між кротоновим альдегідом (1) і диметиламіном (2) дає диметиламінобутадієн [139943-10-5] (3). Реакція Дільса — Альдера з етил-атропатом [22286-82-4] (4) дає суміш ізомерів, з яких активними є лише (E)-(транс)-ізомери. Виділення із суміші осадженням неактивних (Z)-(цис)-ізомерів у вигляді комплексу цинку. Неактивні (Z)-(цис)-ізомери можуть бути епімеризовані до більш термодинамічно сприятливих (E)-(транс)-ізомерів за допомогою зворотного охолодження в розведеній фосфорній кислоті.